# بوراک کاپلان
بوراک کاپلان (انگلیسی: Burak Kaplan؛ زادهٔ ۱ فوریهٔ ۱۹۹۰) بازیکن فوتبال اهل آلمان است.
از باشگاه‌هایی که در آن بازی کرده‌است می‌توان به باشگاه فوتبال بشیکتاش، باشگاه فوتبال گروتر فورث، باشگاه فوتبال اوردینگن ۰۵، و باشگاه فوتبال بایر ۰۴ لورکوزن اشاره کرد.
وی همچنین در تیم‌های ملی فوتبال جوانان ترکیه، Turkey national under-19 football team، و زیر ۲۱ سال ترکیه بازی کرده‌است.